# یلنا پتوشکاوا
یلنا ولادیمیرونا پتوشکاوا (به روسی: Елена Владимировна Петушкова) (زادهٔ ۱۷ نوامبر ۱۹۴۰ میلادی درمسکو-درگذشتهٔ ۹ ژانویهٔ ۲۰۰۷) یک سوارکار زن درساژ اهل کشور شوروی سابق بود. وی در رشتهٔ سوارکاری برندهٔ سه مدال شد که شامل یک مدال طلا و دو نقره در رشتهٔ درساژ در بازی‌های المپیک تابستانی بود.